# Gouvernement de l'Australie-Méridionale

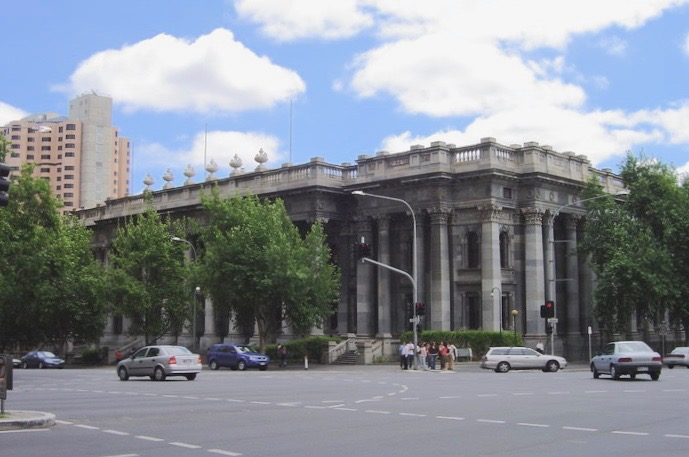
Les bâtiments du Parlement de l'Australie-Méridionale.

Le mode de gouvernement de l'Australie-Méridionale est inscrit dans la Constitution de l'Australie qui date de 1856, même si elle a été modifiée plusieurs fois depuis lors. Depuis 1901, l'Australie-Méridionale est un État du Commonwealth d'Australie, et la Constitution australienne régit les relations de l'État avec le Commonwealth. 
En vertu de la Constitution australienne, l'Australie-Méridionale a cédé certains pouvoirs législatifs et judiciaires au Commonwealth, mais a conservé une complète indépendance dans tous les autres domaines. Dans la pratique, cependant, l'indépendance de l'Australie-Méridionale a été fortement érodée par l'augmentation de la domination financière de la Communauté. 
L'Australie-Méridionale est gouvernée selon les principes du système de Westminster, une forme de gouvernement parlementaire basé sur le modèle du Royaume-Uni. Le pouvoir législatif appartient au Parlement d'Australie-Méridionale, qui se compose de la Couronne, représentée par le gouverneur d'Australie-Méridionale, et les deux Chambres: le Conseil législatif de l'Australie-Méridionale et l'Assemblée législative de l'Australie-Méridionale. Les élections ont lieu tous les quatre ans.
Le pouvoir exécutif revient officiellement au Conseil exécutif, composé du gouverneur et des ministres. Le gouverneur, en tant que représentant du roi aux Îles Cook, est le dépositaire officiel du pouvoir, qui est exercé par lui sur les conseils du Premier Ministre d'Australie-Méridionale et du Cabinet. 
Le Premier ministre et les ministres sont nommés par le gouverneur, et occupent leur poste en raison de leur capacité à obtenir l'appui de la majorité des membres de l'Assemblée législative. 
Le pouvoir judiciaire est exercé par la Cour suprême d'Australie-Méridionale et un système de tribunaux inférieurs, mais la Haute Cour d'Australie et d'autres tribunaux fédéraux ont le pouvoir judiciaire sur les questions qui relèvent du champ d'application de la Constitution australienne. 